# استاندارد اروپا برای ایمنی غواصی
استاندارد اروپا برای ایمنی غواصی
این استاندارد در سال ۲۰۰۴ توسط کمیته استاندارد جامعه اروپا و فدراسیون زیر آبی اروپا EUF در راستای ایمن سازی فعالیتهای غواصی تفریحی وضع گردیده و تا کنون فقط چند موسسه آموزشی غواصی از جمله سازمانهای زیر موفق به دریافت درجه استاندارد از آن مرکز گردیده‌اند.
انجمن مربیان حرفه‌ای غواصی PADI
مدرسه‌های غواصی بین‌الملل SSI